# Bochoř
Bochoř ([ˈbɔxɔr̝̊]) (deutsch Bochorz, 1939–1945 Bochorsch) ist eine Gemeinde in Tschechien. Bekannt ist der Ort vor allem als Kurort.

## Geographie

### Geographische Lage
Bochoř befindet sich rechtsseitig des Baches Svodnice in der Obermährischen Senke (Hornomoravský úval) in der Kleinen Hanna. Südlich des Dorfes verläuft die Bahnstrecke Přerov – Vyškov, die nächste Bahnstation ist Věžky. Gegen Südwesten erstreckt sich das Waldgebiet Bochořský les. Nordwestlich des Ortes liegt der Militärflugplatz Přerov-Bochoř.

### Gemeindegliederung
Für die Gemeinde Bochoř sind keine Ortsteile ausgewiesen. Zu Bochoř gehört die Ansiedlung Včelíny.

### Nachbargemeinden
Nachbarorte sind Dluhonice im Norden, Přerov im Nordosten, Lověšice und Horní Moštěnice im Osten, Záhatí und Přestavlky im Südosten, Břístí, Věžky und Říkovice im Süden, Plučisko, Záříčí, Chrbov, Lobodice und Cvrčov im Südwesten, Včelíny und Troubky im Westen sowie Výmyslov und Henčlov im Nordwesten.

## Geschichte
Die erste schriftliche Erwähnung von Bochorn erfolgte am 21. Dezember 1294 in einer Urkunde des Klosters Velehrad, in der die Brüder Arkléb und Vítek von Dubno die Schenkung des halben Dorfes und weiterer Güter durch ihren Onkel Arkléb von Dubno bestätigten. Das Kloster bewirtschaftete seinen Anteil nicht selbst, sondern verpfändete ihn an verschiedene Landadlige. Die Klosterseite bildete den westlichen Teil des Ortes, der andere – östliche Teil, die zpupná strana blieb im Besitz weltlicher Herren. Zu ihnen gehörte der Raubritter Friedrich von Linau (Friduš z Linavy), der 1349 zusammen mit seinem Bruder Gunter (Vintíř) und seiner Schwester Elisabeth (Alžběta) ihre Hälfte des Dorfes sowie sämtliche weiteren Besitzungen in Věžky, Běškovice und Podolí an seine Enkel und Neffen überschrieben. Im Jahre 1373 gehörte die östliche Hälfte von Bochorcz Friduš von Drahotuš, dessen Tochter, die Augustinerin Eliška von Drahotuš, brachte ihren Anteil in einer Gütergemeinschaft mit Ješek Puška von Kunstadt und Ottaslawitz ein. Seit der zweiten Hälfte des 14. Jahrhunderts ist die Existenz einer Heilquelle nachweisbar. 1389 erbte Friduš Sohn Kuník von Drahotuš den Besitz. Da dieser seinen minderjährigen Stiefsohn Wilhelm von Pottenstein als Vormund um sein Vermögen gebracht hatte, wurde das Gut Bochorcz Wilhelm gerichtlich zugesprochen. Nach dessen Tode fiel es seiner Schwester Eliška von Pottenstein und deren Mann Jakub von Blažejovice zu. 1464 wurden auch deren Schwiegersöhne Jindřich und Hynko von Choltice in die Besitzgemeinschaft aufgenommen. Seit 1437 wurde der Ort als Bochoř, seit 1651 als Bochorž, 1720 als Pochorz und in lateinischen Schriften seit 1771 als Bochoržium und Bochorium bezeichnet. Zu den nachfolgenden Besitzern gehörten Jan Císař von Hliníky, Susanna von Heinzdorf und seit dem Beginn des 16. Jahrhunderts Hynko von Ludanitz auf Rokytnice, dem König Vladislav II. Jagiello 1502 sämtliche Rechte bestätigte.
Des klösterlichen Anteils hatte sich nach der Zerstörung des Klosters Velehrad durch die Hussiten König Sigismund bemächtigt und diesen an Peter von Sovinec verpfändet. 1461 überließ König Georg von Podiebrad die Klosterseite Jan von Rokytnice und dessen Erben zur lebenslangen Nutzung. Am 4. Juli 1542 übertrug das Kloster seinen Anteil unter Verzicht aller Rechte an den mährischen Landeshauptmann Wenzel von Ludanitz. Dadurch wurden beide Anteile des Ortes vereint. Erhalten blieb ihre Zugehörigkeit zu verschiedenen Pfarreien; während die Klosterseite nach Přerov eingepfarrt war, gehörte die zpupná strana zur Pfarre Vlkoš.
Das Geschlecht von Ludanitz, das sich mit dem Erwerb der Herrschaften Helfenstein, Chropyně und Leipnik ein homogenes Herrschaftsgebiet in Mittelmähren schuf, erlosch in der zweiten Hälfte des 16. Jahrhunderts. Das Gut Bochoř verkaufte Johann von Ludanitz († 1568) 1567 zusammen mit Chropyně an Vratislav von Pernstein, der den Besitz noch im selben Jahre mit Hans und Adam Haugwitz von Biskupitz gegen die Herrschaft Litomyšl eintauschte. Der  mährische Landeshauptmann Hans Haugwitz von Biskupitz ließ in Chropyně als Herrschaftssitz das Schloss Neu Haugwitz erbauen und sich im Bad Bochoř gelegentlich kurieren. 1581 verkauften seine Erben die Herrschaft Chropyně mit dem Gut Bochoř an Johann Purghard Černčický von Kácov († 1585). Dessen Schwester Kunka verkaufte den Besitz 1595 an Bernhard Praschma von Bilkow. 1615 veräußerten die Brüder Karl und Schebor Praschma Chropyně mit allem Zubehör an den Olmützer Bischof Franz Seraph von Dietrichstein.
Die Matriken für die Klosterseite wurden seit 1629 in Přerov, die für die zpupná strana seit 1704 in Vlkoš geführt. Im 18. Jahrhundert wurde Bochoř zusammen mit Chropyně den bischöflichen Gütern Kremsier angeschlossen. Bis zur Mitte des 19. Jahrhunderts blieb das Dorf immer nach Kremsier untertänig.
Nach der Aufhebung der Patrimonialherrschaften bildete Bochoř / Bochorž ab 1850 eine Gemeinde in der Bezirkshauptmannschaft Kremsier. 1855 wurde die Gemeinde dem Bezirk Přerov und 1868 erneut dem Bezirk Kroměříž zugeordnet. Ab 1872 ist die deutsche Namensform Bochorz nachweislich. Seit 1877 gehört Bochoř ununterbrochen zum Bezirk Přerov. Der Bau der Eisenbahn von Přerov nach Vyškov und der Entwicklung von Přerov zu einer Industriestadt hatte auch Einfluss auf Bochoř. War das Dorf zuvor rein landwirtschaftlich geprägt, so suchte sich ein Teil der Bewohner seit den 1870er Jahren durch Lohnarbeit in Přerov eine Existenzgrundlage.
1876 erfolgte die Weihe der Kirche. 1882 errichtete der Přerover Baumeister Žák das Pfarrhaus und im Jahr darauf die zugehörigen Wirtschaftsgebäude. Im Jahre 1894 wurde ein neues Schulhaus eingeweiht. 1910 gründete sich die Freiwillige Feuerwehr. Zwischen 1919 und 1920 erfolgte der Bau des Spritzenhauses. Bochoř wurde 1920 an das Elektrizitätsnetz angeschlossen. Im selben Jahre wurde die Gemeindebücherei eingerichtet. 1922 begann der Bau einer Turnhalle. Im Jahre 1930 lebten in der Gemeinde 1662 Personen, 1943 waren es 1771 und im Jahre 1945 1643. 1936 entstand an der Henčlover Straße ein Flugplatz, der seit 1938 militärisch genutzt wird. Nach dem Ende des Zweiten Weltkrieges setzte ein Einwohnerrückgang durch Abwanderung in die Grenzgebiete ein. 1964 wurde Věžky und 1980 auch Vlkoš eingemeindet. Beide Orte lösten sich 1990 wieder los und bildeten eigene Gemeinden. 1997 wurde beim Jahrhunderthochwasser der Svodnice 70 Häuser des Dorfes überflutet und es entstand ein Schaden von 99 Mio. Kronen. Im Jahre 2010 kaufte die Gemeinde das Kurbad von der Stadt Přerov und betreibt es seitdem in eigener Regie.

## Kurbad
Die eisenhaltige Heilquelle von Bochoř ist seit der zweiten Hälfte des 14. Jahrhunderts bekannt. Seit 1580 ist Bochoř als Bad erwähnt. In der Comeniusschen Karte Mährens von 1627 ist Bochoř als Kurbad ausgewiesen. Besitzer des Bades war lange Zeit das Bistum Olmütz, später die Familie Palacký und vor dem Zweiten Weltkrieg die Gesellschaft Zanášek und Petřík. Nach der Verstaatlichung wurde das Bad 1950 dem Örtlichen Nationalausschuss (MNV) Bochoř übertragen. 1954 wurde das Bad vom Kommunalen Dienstleistungsbetrieb Přerov übernommen und 1967 erneut in die Trägerschaft des MNV Bochoř übergeben. 1992 übertrug die Gemeinde Bochoř die Bewirtschaftung dem kommunalen Dienstleistungsbetrieb der Stadt Přerov. Seit 2010 betreibt es die Gemeinde wieder selbst.

## Kultur und Sehenswürdigkeiten

### Bauwerke
- Neogotische Kirche des hl. Florian, sie entstand 1873–1876 nach Plänen von Gustav Meretta. Geweiht wurde sie am 7. Mai 1876 und 1884 zur Pfarrkirche erhoben. Seit 2001 ist sie als Filialkirche an die Pfarrei Přerov angeschlossen.
- Gedenkstein für die Opfer beider Weltkriege
- Kurbad Bochoř

### Regelmäßige Veranstaltungen
- Jedes Jahr Ende Juli veranstaltet der Sportverein ein Bierfest.